# BRIT Awards/International Female Solo Artist
Der BRIT Award for International Female Solo Artist wurde von 1989 bis 2021 von der British Phonographic Industry (BPI) im Rahmen der jährlichen BPI Awards (später: BRIT Awards) verliehen. Der Award wurde an internationale weibliche Künstler verliehen. Er entstand aus dem ursprünglichen International Artist-Award, der sowohl an männliche als auch weibliche Künstler sowie Musikgruppen verliehen wurde. Die Trennung der Geschlechter wurde für die BRIT Awards 2022 wieder aufgehoben, um auch nicht-binäre Künstler auszeichnen zu können. Dementsprechend wurde die Kategorie gestrichen und durch den Best International Artist of the Year ersetzt.
Die Gewinner und Nominierten werden von einem Komitee bestehend aus über eintausend Mitgliedern gewählt. Das Wahlkomitee besteht aus verschiedenen Mitarbeitern von Plattenfirmen und Musikzeitschriften, Manager und Agenten, Angehörigen der Medien sowie vergangene Gewinner und Nominierte.

## Übersicht
| Jahr | Gewinnerin        | Nominierte                                                                              |
| ---- | ----------------- | --------------------------------------------------------------------------------------- |
| 1989 | Tracy Chapman     | - Anita Baker - Enya - Whitney Houston - Kylie Minogue                                  |
| 1990 | nicht vergeben    | nicht vergeben                                                                          |
| 1991 | Sinéad O’Connor   | - Mariah Carey - Neneh Cherry - Whitney Houston - Janet Jackson - Madonna - Tina Turner |
| 1992 | nicht vergeben    | nicht vergeben                                                                          |
| 1993 | nicht vergeben    | nicht vergeben                                                                          |
| 1994 | Björk             | - Mariah Carey - Nanci Griffith - Janet Jackson - Tina Turner                           |
| 1995 | k.d. lang         | - Tori Amos - Madonna - Kylie Minogue - Sinéad O’Connor                                 |
| 1996 | Björk             | - Celine Dion - Mariah Carey - k.d. lang - Alanis Morissette                            |
| 1997 | Sheryl Crow       | - Toni Braxton - Neneh Cherry - Celine Dion - Joan Osborne                              |
| 1998 | Björk             | - Erykah Badu - Meredith Brooks - Celine Dion - Janet Jackson                           |
| 1999 | Natalie Imbruglia | - Sheryl Crow - Lauryn Hill - Madonna - Alanis Morissette                               |
| 2000 | Macy Gray         | - Mary J. Blige - Whitney Houston - Jennifer Lopez - Britney Spears                     |
| 2001 | Madonna           | - Kylie Minogue - Pink - Jill Scott - Britney Spears                                    |
| 2002 | Kylie Minogue     | - Anastacia - Björk - Nelly Furtado - Alicia Keys                                       |
| 2003 | Pink              | - Missy Elliott - Norah Jones - Alicia Keys - Avril Lavigne                             |
| 2004 | Beyoncé           | - Missy Elliott - Christina Aguilera - Alicia Keys - Kylie Minogue                      |
| 2005 | Gwen Stefani      | - Anastacia - Kelis - Alicia Keys - Kylie Minogue                                       |
| 2006 | Madonna           | - Björk - Mariah Carey - Kelly Clarkson - Missy Elliott                                 |
| 2007 | Nelly Furtado     | - Christina Aguilera - Beyoncé - Cat Power - Pink                                       |
| 2008 | Kylie Minogue     | - Björk - Feist - Alicia Keys - Rihanna                                                 |
| 2009 | Katy Perry        | - Beyoncé - Gabriella Cilmi - Pink - Santigold                                          |
| 2010 | Lady Gaga         | - Norah Jones - Ladyhawke - Rihanna - Shakira                                           |
| 2011 | Rihanna           | - Alicia Keys - Kylie Minogue - Katy Perry - Robyn                                      |
| 2012 | Rihanna           | - Beyoncé - Björk - Feist - Lady Gaga                                                   |
| 2013 | Lana Del Rey      | - Cat Power - Alicia Keys - Rihanna - Taylor Swift                                      |
| 2014 | Lorde             | - Lady Gaga - Janelle Monáe - Katy Perry - Pink                                         |
| 2015 | Taylor Swift      | - Beyoncé - Lana Del Rey - Sia - St. Vincent                                            |
| 2016 | Björk             | - Courtney Barnett - Lana Del Rey - Ariana Grande - Meghan Trainor                      |
| 2017 | Beyoncé           | - Christine and the Queens - Rihanna - Sia - Solange                                    |
| 2018 | Lorde             | - Björk - Alicia Keys - Pink - Taylor Swift                                             |
| 2019 | Ariana Grande     | - Camila Cabello - Cardi B - Christine and the Queens - Janelle Monáe                   |
| 2020 | Billie Eilish     | - Camila Cabello - Lana Del Rey - Ariana Grande - Lizzo                                 |
| 2021 | Billie Eilish     | - Cardi B - Taylor Swift - Ariana Grande - Miley Cyrus                                  |

## Statistik
| Nominierungen | Künstlerin               |
| ------------- | ------------------------ |
| 9             | Björk                    |
| 8             | Alicia Keys              |
| 8             | Kylie Minogue            |
| 6             | Beyoncé                  |
| 6             | Pink                     |
| 6             | Rihanna                  |
| 5             | Madonna                  |
| 4             | Mariah Carey             |
| 4             | Ariana Grande            |
| 4             | Lana Del Rey             |
| 4             | Taylor Swift             |
| 3             | Celine Dion              |
| 3             | Missy Elliott            |
| 3             | Whitney Houston          |
| 3             | Janet Jackson            |
| 3             | Lady Gaga                |
| 3             | Katy Perry               |
| 2             | Christina Aguilera       |
| 2             | Anastacia                |
| 2             | Camila Cabello           |
| 2             | Cat Power                |
| 2             | Neneh Cherry             |
| 2             | Christine and the Queens |
| 2             | Sheryl Crow              |
| 2             | Billie Eilish            |
| 2             | Feist                    |
| 2             | Nelly Furtado            |
| 2             | Norah Jones              |
| 2             | k.d. lang                |
| 2             | Lorde                    |
| 2             | Janelle Monáe            |
| 2             | Alanis Morissette        |
| 2             | Sinéad O’Connor          |
| 2             | Sia                      |
| 2             | Britney Spears           |
| 2             | Tina Turner              |

| Awards | Artist        |
| ------ | ------------- |
| 4      | Björk         |
| 2      | Beyoncé       |
| 2      | Billie Eilish |
| 2      | Kylie Minogue |
| 2      | Lorde         |
| 2      | Madonna       |
| 2      | Rihanna       |